# Infidels
Infidels é o vigésimo segundo álbum de estúdio do cantor Bob Dylan, lançado a 23 de Outubro de 1983.
O disco atingiu o nº 20 do Pop Albums e o nº 20 da Billboard 200.

## Faixas
Todas as faixas por Bob Dylan
1. "Jokerman" – 6:12
2. "Sweetheart Like You" – 4:31
3. "Neighborhood Bully" – 4:33
4. "License to Kill" – 3:31
5. "Man of Peace" – 6:27
6. "Union Sundown" – 5:21
7. "I and I" – 5:10
8. "Don't Fall Apart on Me Tonight" – 5:54

## Créditos
- Bob Dylan – Guitarra, harmónica, teclados, vocal
- Sly Dunbar – Bateria, percussão
- Robbie Shakespeare – Baixo
- Mick Taylor – Guitarra
- Mark Knopfler – Guitarra
- Alan Clark – Teclados
- Clydie King – Vocal em "Union Sundown"